# Baojun RM-5
Baojun RM-5 – samochód osobowy typu minivan klasy średniej produkowany pod chińską marką Baojun w latach 2019–2021.

## Historia i opis modelu

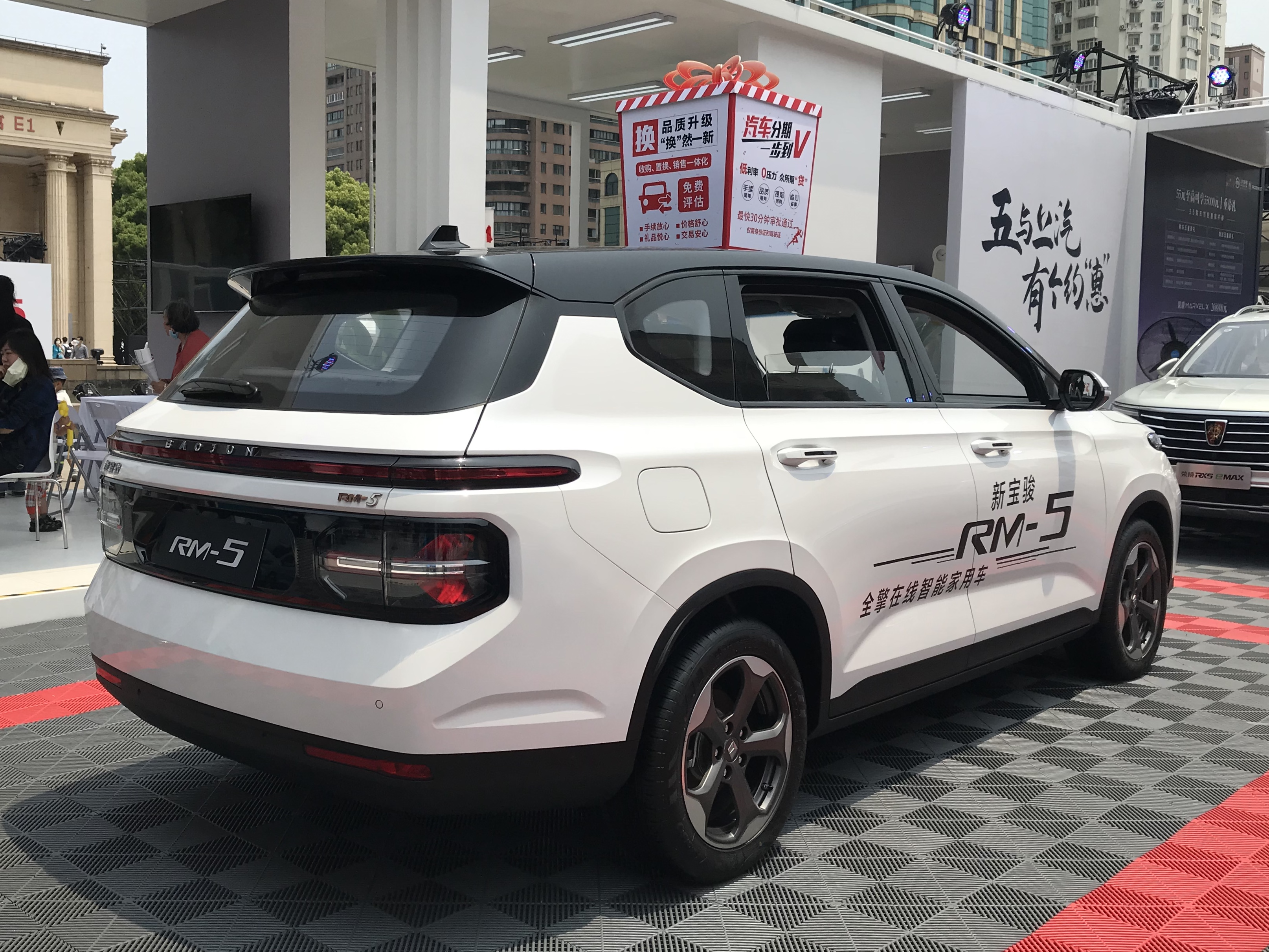
Baojun RM-5 - tył

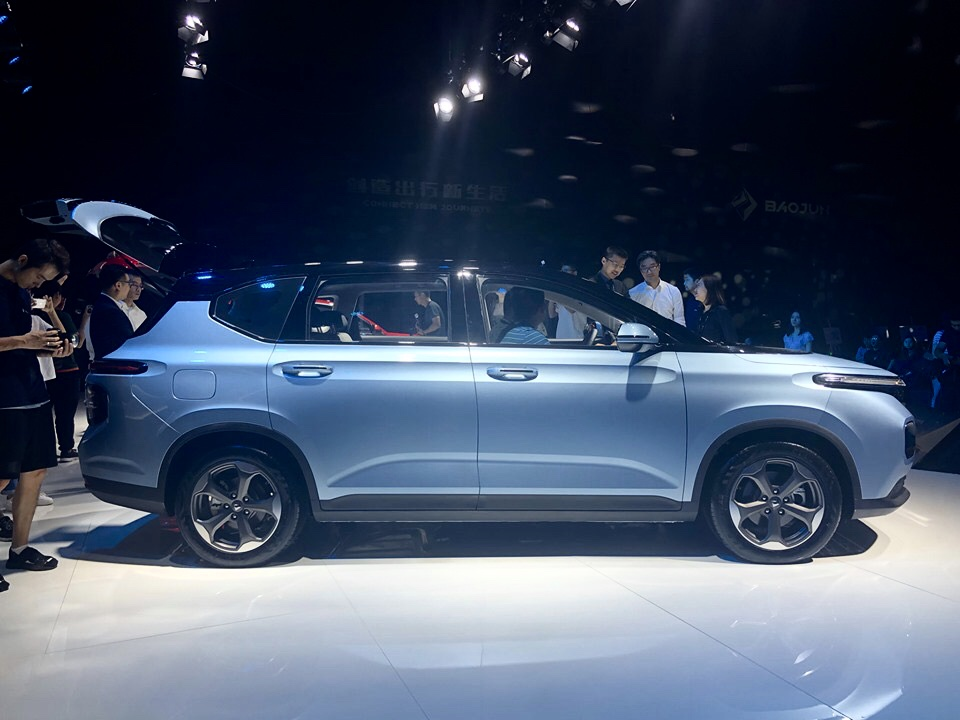
Baojun RM-5 - sylwetka

Studyjną zapowiedzią nowego, sztandarowego minivana w ofercie Baojuna był prototyp RM-C Concept przedstawiony w kwietniu 2019 roku podczas wystawy samochodowej w Szanghaju. Produkcyjny model pod nazwą Baojun RM-5 odbył się 3 miesiące później, w lipcu 2019 roku, adaptując awangardowy język stylistyczny od przedstawionego pół roku wcześniej SUV-a RM-5 w ramach strategii New Baojun.
Gama jednostek napędowych Baojuna RM-5 została ograniczona do jednego, czterocylindrowego silnika benzynowego o pojemności 1.5l. Dzięki turbodoładowaniu, rozwija on moc 145 KM i dostępna jest zarówno z sześciobiegową przekładnią manualną, jak i bezstopniowym CVT.

### Sprzedaż
Baojun RM-5 był pojazdem sprzedawanym wyłącznie na wewnętrznym rynku chińskim. Dostawy pierwszych egzemplarzy do nabywców rozpoczęły się we wrześniu 2019 roku, do końca grudnia tego samego roku sprzedaż minivana osiągnęła pułap 30 tysięcy sztuk. W kolejnych latach popyt na RM-5, podobnie jak inne dotychczasowe produkty Baojuna, drastycznie spadł, przez co produkcja dobiegła końca po 2 latach rynkowej obecności w połowie 2021 roku.

### Silnik
- R4 1.5l Turbo